# Локалита Чинистрели (Напуљ)
Локалита Чинистрели је насеље у Италији у округу Напуљ, региону Кампанија.
Према процени из 2011. у насељу је живело 80 становника. Насеље се налази на надморској висини од 50 м.